# Civitella Marittima
Civitella Marittima is een plaats (frazione) in de Italiaanse gemeente Civitella Paganico.
Het frazione is een klein middeleeuws dorp, met gebouwen en kerken uit de 15e eeuw. De plaats was al bezet door een Etruskische nederzetting, terwijl het huidige dorp ontstond omstreeks het jaar 1000.
In Civitella Marittima is de thuisbasis van de stad Civitella Paganico.

## Galerij

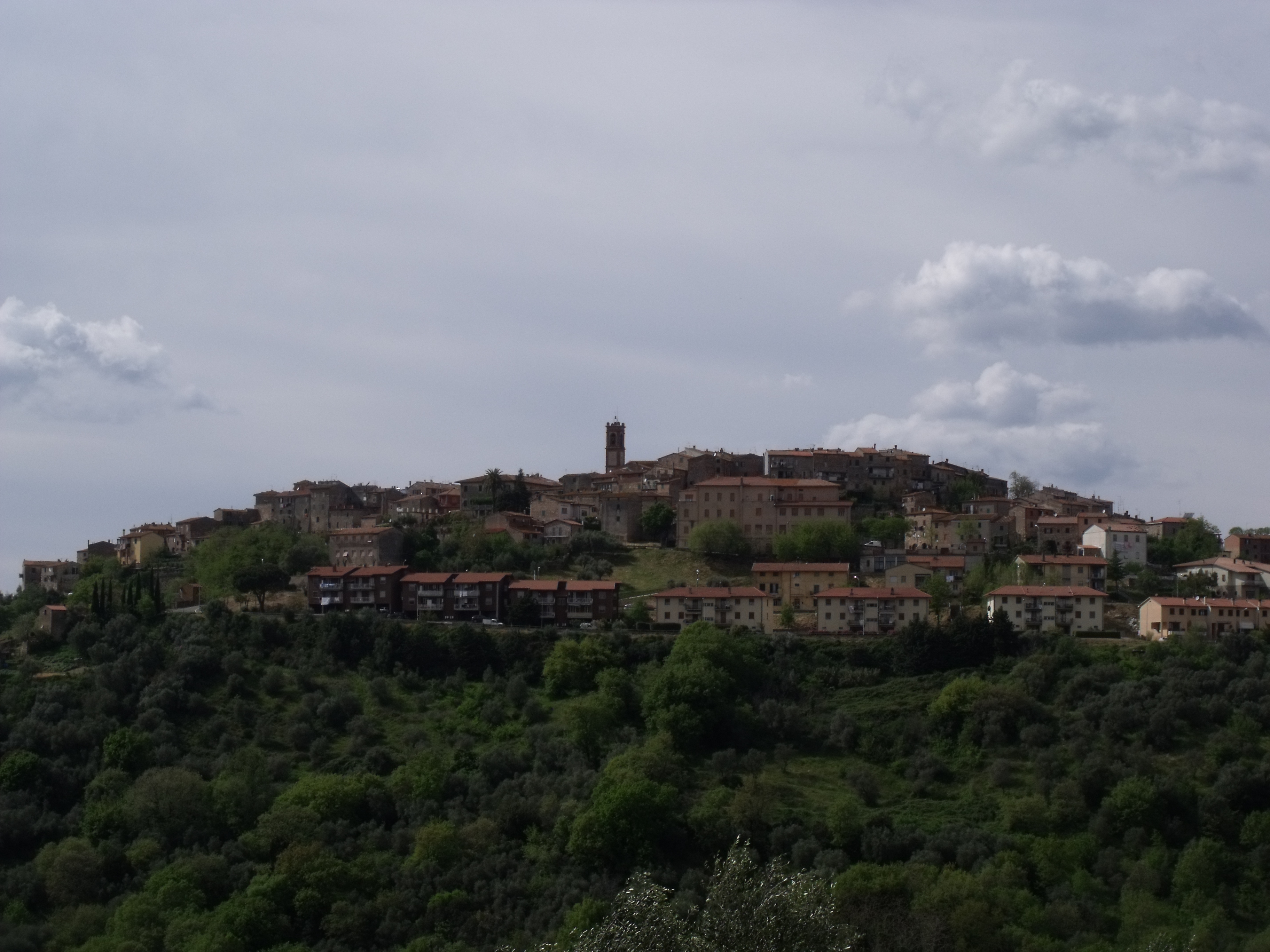
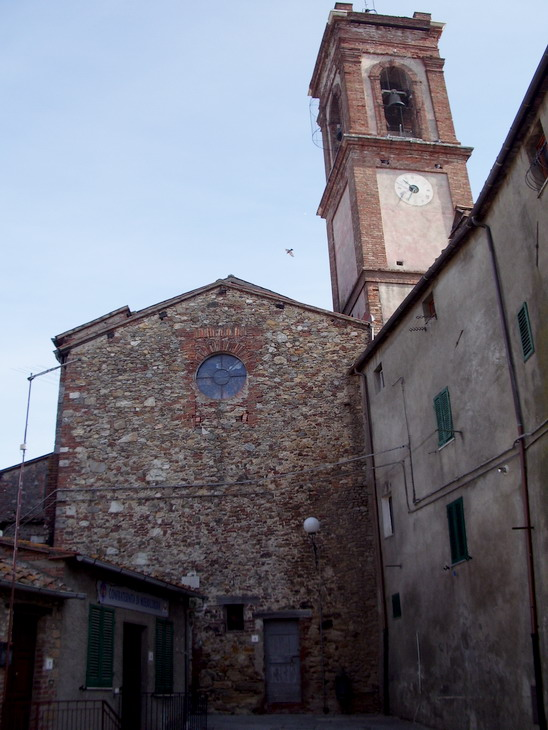
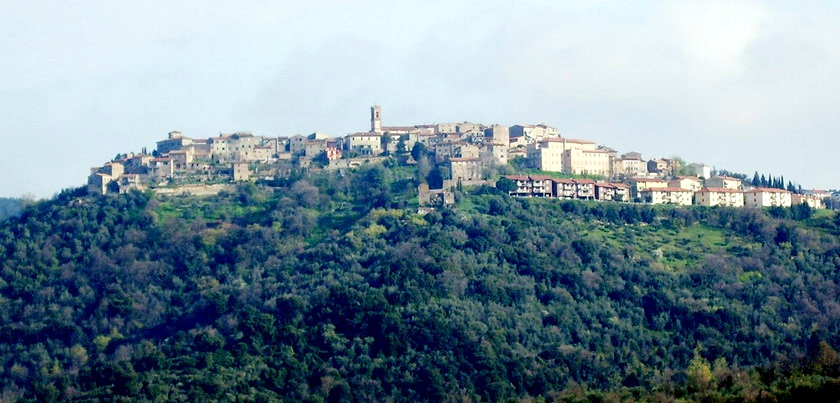
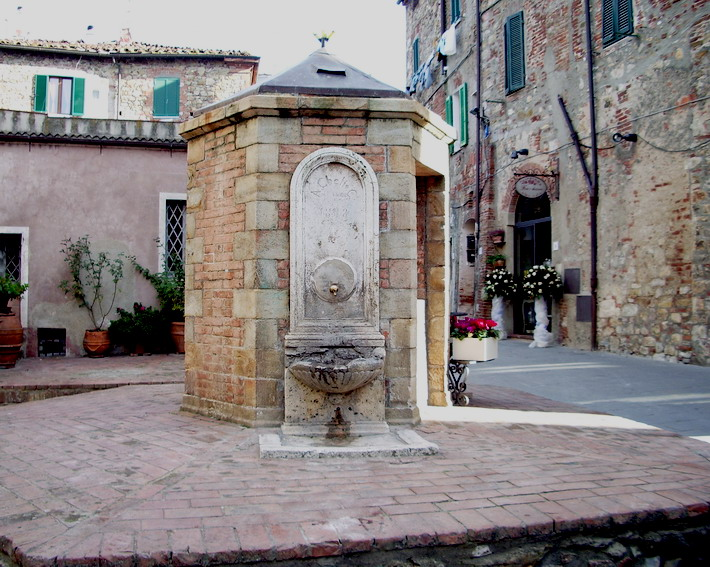